# Петра Боткина Сыновья
«Петра Боткина Сыновья» — одна из крупнейших и старейших чаеторговых компаний Российской империи. Полное название: Товарищество чайной торговли «Петра Боткина Сыновья». 
Компания «Пётр Боткин и Сыновья» была основана в Москве 22 ноября 1801 года Петром Кононовичем Боткиным из семьи посадских людей  г. Торопца Псковской губернии. Компания занималась оптовой меновой торговлей чаем и имела собственную закупочную контору в Кяхте. В 1854 году компания из единоличного торгового предприятия преобразована в Торговый дом «Петра Боткина Сыновья». Его владельцами были Василий, Дмитрий, Сергей и Михаил,  — старшие сыновья П. К. Боткина от двух браков.
В 1893 году торговый дом преобразован в товарищество на паях с капиталом в 1,2 млн руб. Устав Товарищества чайной торговли «Петра Боткина Сыновья» был утверждён 22 марта 1893 года, а само товарищество зарегистрировано 26 апреля 1893 года. Правление товарищества находилось в Москве, в Средних торговых рядах на Варварке. Почти все акции принадлежали Боткиным, Н. И. Гучкову и С. И. Остроухову.
Товарищество вело крупно-оптовую торговлю чаем, кофе, рафинадом и сахарным песком. Первоначально чай для последующей перепродажи закупался в Кяхте, а затем — через посредников в Китае, на острове Цейлон и в Лондоне.
Фирма владела акциями «Товарищества Ново-Таволжанского свеклосахарного завода Боткиных». Процесс получения сахарного песка был настолько отлаженным, а сам сахар таким качественным, что товарищество  Боткиных получило бронзовые медали на всемирных выставках в Антверпене (1885), Париже (1889), Чикаго (1893). На выставках в Харькове и Нижнем Новгороде компания была удостоена золотых медалей.
С 1801 по 1901 г. Товарищество имело филиалы в Лондоне (с 1830), Ташкенте, Баку, Риге, Киеве, Петербурге, Москве и Нижнем Новгороде. К 1890 году объём продажи чая составлял 3—5 млн рублей, а чистая прибыль (1896) — не менее 325 тыс. рублей.
В последней трети XIX века Товарищество участвовало в учреждении таких крупных торгово-промышленных и кредитных учреждений, как Московский учётный банк, товарищество Московского сахарорафинадного завода.
В Москве магазины находились в собственном доме владельца (Раушская набережная, 22), в доме Купеческого общества на Кузнецком мосту (ныне Неглинная улица, 8), в Средних торговых рядах; компании также принадлежал склад в доме П. П. Боткина в Николо-Заяицком переулке, 4.
В собственной чаеразвесочной фабрике, открытой в 1868 году, чай упаковывали в деревянные, жестяные и стеклянные чайницы.
В качестве благотворительности товарищество ежегодно отчисляло 5 % прибыли; за 1894—1914 годы сумма на благотворительные цели составила более120 тыс. руб.
В 1907—1908 годах дела фирмы пришли в упадок (убыток за 1907 год составил около 140 тыс. руб.) и владельцы постепенно ликвидировали предприятие. Паи Ново-Таволжанского свеклосахарного завода были проданы сахарозаводчику М. И. Терещенко.